# UCI-Kunstrad-Weltcup 2023
Beim UCI-Kunstrad-Weltcup 2023 wurden durch die Union Cycliste Internationale und die Initiative Indoor Cycling Worldwide die Weltcupsieger im Kunstradfahren ermittelt.

## Termine
Die Weltcup bestand aus vier Runden. Die letzte hieß „Finale“ und zählte doppelt.
- Frankfurt am Main: 29. April
- Bruckmühl: 27. Mai
- Kisvárda: 28. Oktober
- Merelbeke: 25. November

Die dritte Runde fand in Kisvárda nahe der ukrainischen Grenze statt und sah erstmals in der Weltcup-Geschichte die Beteiligung eines Vereins jenes Landes aus dem grenznah gelegenen Ort Nagybereg.

## Einer Frauen
| # | Datum        | Ort               | Erste        | Zweite       | Dritte      |
| - | ------------ | ----------------- | ------------ | ------------ | ----------- |
| 1 | 29. April    | Frankfurt am Main | Jana Pfann   | Ramona Dandl | Alessa Hotz |
| 2 | 27. Mai      | Bruckmühl         | Ramona Dandl | Jana Pfann   | Lara Füller |
| 3 | 28. Oktober  | Kisvárda          | Alessa Hotz  | Ramona Dandl | Lara Füller |
| F | 25. November | Merelbeke         | Lara Füller  | Ramona Dandl | Jana Pfann  |

Gesamtwertung
| Platz | Name             | Punkte |
| ----- | ---------------- | ------ |
| 1     | Ramona Dandl     | 420    |
| 2     | Lara Füller      | 400    |
| 3     | Jana Pfann       | 385    |
| 4     | Alessa Hotz      | 365    |
| 5     | Magdalena Müller | 285    |
| 6     | Alice Rieb       | 245    |

## Einer Männer
| # | Datum        | Ort               | Erster     | Zweiter            | Dritter            |
| - | ------------ | ----------------- | ---------- | ------------------ | ------------------ |
| 1 | 29. April    | Frankfurt am Main | Lukas Kohl | Emilio Arellano    | Philipp-Thies Rapp |
| 2 | 27. Mai      | Bruckmühl         | Lukas Kohl | Emilio Arellano    | Marcel Jüngling    |
| 3 | 28. Oktober  | Kisvárda          | Lukas Kohl | Emilio Arellano    | Philipp-Thies Rapp |
| F | 25. November | Merelbeke         | Lukas Kohl | Philipp-Thies Rapp | Emilio Arellano    |

Gesamtwertung
| Platz | Name               | Punkte |
| ----- | ------------------ | ------ |
| 1     | Lukas Kohl         | 500    |
| 2     | Emilio Arellano    | 380    |
| 3     | Philipp-Thies Rapp | 365    |
| 4     | Csaba Varga        | 295    |
| 5     | Jakub Mašek        | 215    |
| 6     | Simon Köcher       | 195    |

## Zweier Frauen
| # | Datum        | Ort               | Erste                               | Zweite                                | Dritte                             |
| - | ------------ | ----------------- | ----------------------------------- | ------------------------------------- | ---------------------------------- |
| 1 | 29. April    | Frankfurt am Main | Helen Vordermeier Selina Marquardt  | Anika Papok Anna-Sophia von Schneyder | Larissa Tanner Simona Lucca        |
| 2 | 27. Mai      | Bruckmühl         | Helen Vordermeier Selina Marquardt  | Anika Papok Anna-Sophia von Schneyder | Larissa Tanner Simona Lucca        |
| 3 | 28. Oktober  | Kisvárda          | Annice Niedermayer Jessie Hasmüller | Larissa Tanner Simona Lucca           | Sina Bäggli Julia Hämmerli         |
| F | 25. November | Merelbeke         | Annice Niedermayer Jessie Hasmüller | Sina Bäggli Julia Hämmerli            | Helen Vordermeier Selina Marquardt |

Gesamtwertung
| Platz | Namen                                   | Punkte |
| ----- | --------------------------------------- | ------ |
| 1     | Annice Niedermayer / Jessie Hasmüller   | 425    |
| 2     | Sina Bäggli / Julia Hämmerli            | 355    |
| 3     | Larissa Tanner / Simona Lucca           | 350    |
| 4     | Helen Vordermeier / Selina Marquardt    | 340    |
| 5     | Anna Sárközi / Anita Pőhr               | 230    |
| 6     | Anika Papok / Anna-Sophia von Schneyder | 160    |

## Zweier offen
| # | Datum        | Ort               | Erste                            | Zweite                           | Dritte                   |
| - | ------------ | ----------------- | -------------------------------- | -------------------------------- | ------------------------ |
| 1 | 29. April    | Frankfurt am Main | Lea-Victoria Styber Nico Rödiger | Serafin Schefold Max Hanselmann  | Nina Stapf Patrick Tisch |
| 2 | 27. Mai      | Bruckmühl         | Serafin Schefold Max Hanselmann  | Lea-Victoria Styber Nico Rödiger | Nina Stapf Patrick Tisch |
| 3 | 28. Oktober  | Kisvárda          | Lea-Victoria Styber Nico Rödiger | Kristina Kopor Stanislav Bodnar  | [ 1 ]                    |
| F | 25. November | Merelbeke         | Lea-Victoria Styber Nico Rödiger | Jelle Delporte Lien Pattyn       | [ 1 ]                    |

Gesamtwertung
| Platz | Namen                              | Punkte |
| ----- | ---------------------------------- | ------ |
| 1     | Lea-Victoria Styber / Nico Rödiger | 480    |
| 2     | Jelle Delporte / Lien Pattyn       | 285    |
| 3     | Serafin Schefold / Max Hanselmann  | 180    |
| 4     | Nina Stapf / Patrick Tisch         | 140    |
| 5     | Kristina Kopor / Stanislav Bodnar  | 80     |
| 6     | Jakub Mašek / Tomáš Gruna          | 65     |

## Vierer
| # | Datum        | Ort               | Erste                                                                             | Zweite                                                                       | Dritte                                                                       |
| - | ------------ | ----------------- | --------------------------------------------------------------------------------- | ---------------------------------------------------------------------------- | ---------------------------------------------------------------------------- |
| 1 | 29. April    | Frankfurt am Main | RV Mainz-Ebersheim Tijem Karatas Annika Rosenbach Stella Rosenbach Milena Schwarz | Kunstrad Baar Vanessa Hotz Stefanie Moos Flavia Schürmann Carole Ledergerber | RSV Steinhöring Judith Kania Jasmin Hauke Hanna Kasper Nicole Weichenhain    |
| 2 | 27. Mai      | Bruckmühl         | RV Mainz-Ebersheim Tijem Karatas Annika Rosenbach Stella Rosenbach Milena Schwarz | KRF Uzwil Stefanie Haas Valerie Unternährer Selina Niedermann Sarah Manser   | RSV Steinhöring Judith Kania Jasmin Hauke Hanna Kasper Nicole Weichenhain    |
| 3 | 28. Oktober  | Kisvárda          | RV Mainz-Ebersheim Tijem Karatas Annika Rosenbach Stella Rosenbach Milena Schwarz | KRF Uzwil Stefanie Haas Valerie Unternährer Selina Niedermann Sarah Manser   | Kunstrad Baar Vanessa Hotz Stefanie Moos Flavia Schürmann Carole Ledergerber |
| F | 25. November | Merelbeke         | RV Mainz-Ebersheim Tijem Karatas Annika Rosenbach Stella Rosenbach Milena Schwarz | KRF Uzwil Stefanie Haas Valerie Unternährer Selina Niedermann Sarah Manser   | Kunstrad Baar Vanessa Hotz Stefanie Moos Flavia Schürmann Carole Ledergerber |

Gesamtwertung
| Platz | Mannschaft         | Punkte |
| ----- | ------------------ | ------ |
| 1     | RV Mainz-Ebersheim | 500    |
| 2     | KRF Uzwil          | 385    |
| 3     | Kunstrad Baar      | 355    |
| 4     | RSV Steinhöring    | 140    |
| 5     | VCE Dorlisheim     | 60     |